# Sambinha
Mamadu Samba Candé, meglio noto come Sambinha (Cascais, 23 settembre 1992), è un calciatore portoghese naturalizzato guineense, difensore dell'Ironi Tiberias.

## Caratteristiche tecniche
È un difensore centrale.

## Carriera

### Nazionale
Ha esordito con la nazionale guineense il 13 giugno 2015 in un match pareggiato 0-0 contro lo Zambia.

## Statistiche

### Presenze e reti nei club
Statistiche aggiornate al 7 luglio 2017.
| Stagione                    | Squadra                     | Campionato                  | Campionato | Campionato | Coppe nazionali | Coppe nazionali | Coppe nazionali | Coppe continentali | Coppe continentali | Coppe continentali | Altre coppe | Altre coppe | Altre coppe | Totale | Totale | Totale |
| Stagione                    | Squadra                     | Comp                        | Pres       | Reti       | Comp            | Pres            | Reti            | Comp               | Pres               | Reti               | Comp        | Pres        | Reti        | Pres   | Reti   |        |
| --------------------------- | --------------------------- | --------------------------- | ---------- | ---------- | --------------- | --------------- | --------------- | ------------------ | ------------------ | ------------------ | ----------- | ----------- | ----------- | ------ | ------ | ------ |
| 2011-2012                   | 1º Dezembro                 | SD                          | 10         | 0          | TP+TL           | 0               | 0               |                    | -                  | -                  |             | -           | -           | 10     | 0      |        |
| 2012-2013                   | 1º Dezembro                 | SD                          | 30         | 2          | TP+TL           | 0               | 0               |                    | -                  | -                  |             | -           | -           | 30     | 2      |        |
| Totale Sporting 1o Dezembro | Totale Sporting 1o Dezembro | Totale Sporting 1o Dezembro | 40         | 2          |                 | 0               | 0               |                    | -                  | -                  |             | -           | -           | 40     | 2      |        |
| 2013-2014                   | Sporting Lisbona B          | SL                          | 17         | 0          |                 | -               | -               |                    | -                  | -                  |             | -           | -           | 17     | 0      |        |
| 2014-2015                   | Sporting Lisbona B          | SL                          | 34         | 2          |                 | -               | -               |                    | -                  | -                  |             | -           | -           | 34     | 2      |        |
| 2015-gen. 2016              | Sporting Lisbona B          | SL                          | 21         | 2          |                 | -               | -               |                    | -                  | -                  |             | -           | -           | 21     | 2      |        |
| Totale Sporting Lisbona B   | Totale Sporting Lisbona B   | Totale Sporting Lisbona B   | 72         | 4          |                 | -               | -               |                    | -                  | -                  |             | -           | -           | 72     | 4      |        |
| gen. 2016-2017              | N.E. Revolution             | MLS                         | 2          | 0          | USOC            | 2               | 0               | -                  | -                  | -                  | -           | -           | -           | 4      | 0      |        |
| gen.-giu. 2017              | Covilhã                     | SL                          | 12         | 1          | TP+TL           | 0               | 0               |                    | -                  | -                  |             | -           | -           | 12     | 1      |        |
| Totale carriera             | Totale carriera             | Totale carriera             | 126        | 7          |                 | 2               | 0               |                    | -                  | -                  |             | -           | -           | 128    | 7      |        |

### Cronologia presenze e reti in nazionale
| Cronologia completa delle presenze e delle reti in nazionale ― Guinea-Bissau | Cronologia completa delle presenze e delle reti in nazionale ― Guinea-Bissau | Cronologia completa delle presenze e delle reti in nazionale ― Guinea-Bissau | Cronologia completa delle presenze e delle reti in nazionale ― Guinea-Bissau | Cronologia completa delle presenze e delle reti in nazionale ― Guinea-Bissau | Cronologia completa delle presenze e delle reti in nazionale ― Guinea-Bissau | Cronologia completa delle presenze e delle reti in nazionale ― Guinea-Bissau | Cronologia completa delle presenze e delle reti in nazionale ― Guinea-Bissau |
| Data                                                                         | Città                                                                        | In casa                                                                      | Risultato                                                                    | Ospiti                                                                       | Competizione                                                                 | Reti                                                                         | Note                                                                         |
| ---------------------------------------------------------------------------- | ---------------------------------------------------------------------------- | ---------------------------------------------------------------------------- | ---------------------------------------------------------------------------- | ---------------------------------------------------------------------------- | ---------------------------------------------------------------------------- | ---------------------------------------------------------------------------- | ---------------------------------------------------------------------------- |
| 13-6-2015                                                                    | Ndola                                                                        | Zambia                                                                       | 0 – 0                                                                        | Guinea-Bissau                                                                | Qual. Coppa d'Africa 2017                                                    | -                                                                            |                                                                              |
| 5-9-2015                                                                     | Bissau                                                                       | Guinea-Bissau                                                                | 2 – 4                                                                        | Rep. del Congo                                                               | Qual. Coppa d'Africa 2017                                                    | -                                                                            |                                                                              |
| 8-10-2015                                                                    | Monrovia                                                                     | Liberia                                                                      | 1 – 1                                                                        | Guinea-Bissau                                                                | Qual. Mondiali 2018                                                          | -                                                                            |                                                                              |
| 13-10-2015                                                                   | Bissau                                                                       | Guinea-Bissau                                                                | 1 – 3                                                                        | Liberia                                                                      | Qual. Mondiali 2018                                                          | -                                                                            |                                                                              |
| 22-3-2024                                                                    | Tétouan                                                                      | Sudan                                                                        | 1 – 0                                                                        | Guinea-Bissau                                                                | Amichevole                                                                   | -                                                                            | 88’                                                                          |
| 25-3-2024                                                                    | Tétouan                                                                      | Sudan                                                                        | 1 – 2                                                                        | Guinea-Bissau                                                                | Amichevole                                                                   | -                                                                            | 84’                                                                          |
| 10-6-2024                                                                    | Bissau                                                                       | Guinea-Bissau                                                                | 1 – 1                                                                        | Egitto                                                                       | Qual. Mondiali 2026                                                          | -                                                                            | 38’                                                                          |
| 5-9-2024                                                                     | Bissau                                                                       | Guinea-Bissau                                                                | 1 – 0                                                                        | eSwatini                                                                     | Qual. Coppa d'Africa 2025                                                    | -                                                                            | 64’                                                                          |
| 10-9-2024                                                                    | Maputo                                                                       | Mozambico                                                                    | 2 – 1                                                                        | Guinea-Bissau                                                                | Qual. Coppa d'Africa 2025                                                    | -                                                                            |                                                                              |
| 11-10-2024                                                                   | Bamako                                                                       | Mali                                                                         | 1 – 0                                                                        | Guinea-Bissau                                                                | Qual. Coppa d'Africa 2025                                                    | -                                                                            | 46’                                                                          |
| 19-11-2024                                                                   | Bissau                                                                       | Guinea-Bissau                                                                | 1 – 2                                                                        | Mozambico                                                                    | Qual. Coppa d'Africa 2025                                                    | -                                                                            | 63’                                                                          |
| 20-3-2025                                                                    | Monrovia                                                                     | Sierra Leone                                                                 | 3 – 1                                                                        | Guinea-Bissau                                                                | Qual. Mondiali 2026                                                          | -                                                                            |                                                                              |
| 24-3-2025                                                                    | Bissau                                                                       | Guinea-Bissau                                                                | 1 – 2                                                                        | Burkina Faso                                                                 | Qual. Mondiali 2026                                                          | -                                                                            |                                                                              |
| Totale                                                                       |                                                                              | Presenze                                                                     | 13                                                                           |                                                                              | Reti                                                                         | 0                                                                            |                                                                              |